# Don Marcotte
Pour les articles homonymes, voir Marcotte.

Donald Michel Marcotte (né le 15 avril 1947 à Arthabaska, Québec, Canada) est un joueur professionnel de hockey sur glace canadien. Il a joué toute sa carrière avec les Bruins de Boston où il a remporté deux coupes Stanley,.

## Carrière
Il commence sa carrière junior en évoluant une saison dans la ligue junior A du Québec avec les Bruins de Victoriaville. Il continue sa carrière junior en évoluant dans l’Association de hockey de l’Ontario. Marcotte joue 3 saisons avec les Flyers de Niagara Falls.  Avec cette équipe, il joue avec un futur coéquipier, Derek Sanderson. Niagara Falls est une bonne équipe dans la ligue de la province de l’Ontario et Marcotte gagne deux championnats d’équipe en 1965 : la coupe J.-Ross-Robertson, remise aux champions des séries éliminatoires de la ligue de l’Ontario ainsi que la Coupe Mémorial pour les champions canadiens.
Ses droits appartenant aux Bruins de Boston, en 1965, il se prépare à sa future carrière professionnelle avec cette équipe. À la fin de la saison 1965-1966, il est rappelé par les Blazers d'Oklahoma City, une équipe appartenant aux Bruins et évoluant dans la Ligue centrale de hockey. Il joue 7 parties dont 5 en séries éliminatoires. Durant son bref séjour, il joue avec son futur entraîneur, Harry Sinden.   Durant cette même saison, il fait ses débuts dans la LNH avec les Bruins en évoluant durant une partie. L'année suivante, il termine son hockey junior avec Niagara Falls. Ayant connu la Ligue nationale, Marcotte se concentre à se tailler une place avec les Bears de Hershey dans la Ligue américaine de hockey. Il évolue durant 3 saisons avec  cette équipe, la plus complète sera la première. Il remporte la Coupe Calder durant les éliminatoires de 1969.  Il connait la deuxième meilleure saison de sa carrière en produisant 56 points en 67 parties. Durant la saison 1968-1969, il a son deuxième séjour avec les Bruins où il joue 7 parties. C'est durant ce moment qu'il marquera son premier but dans la Ligue nationale de hockey.
Il commence la saison 1969-1970 avec Hershey mais il est rappelé par les Bruins durant la campagne. Il n'évoluera plus dans la ligue Américaine sauf durant 8 parties durant la saison 1971-1972 où il évolue pour les Braves de Boston. Durant cette saison avec Boston, il évolue avec son coéquipier de Niagara Falls, Derek Sanderson et a le plaisir de voir tout le talent de Bobby Orr à l'œuvre. Étant un joueur très utile à son équipe, Marcotte devient un joueur clé et polyvalent permettant d'évoluer dans les deux sens de la patinoire et de pouvoir renforcer la défense et de contribuer à l'attaque. Il sera un des premiers joueurs à jouer ce style de hockey. Il vit une saison de rêve en 1970 qui se termine en remportant sa première Coupe Stanley.  Il remporte sa deuxième coupe Stanley en 1972. Avec son équipe, il retourne en finale en 1974, 1977 et 1978 mais les Bruins ne triomphent pas devant les Flyers de Philadelphie ou les Canadiens de Montréal.
Marcotte est un joueur de confiance à Boston, il demeure avec son équipe pour toute la durée de sa carrière jusqu'à sa retraite à la fin de la saison 1981-1982 tout comme son coéquipier Wayne Cashman. Il connait sa meilleure saison offensive en 1974-1975 avec 31 buts pour 64 points. En 1979, il participe à une partie de la 1979 Challenge Cup, une compétition de la Ligue nationale de hockey contre Équipe d'URSS de hockey sur glace. Durant sa carrière, il a eu, deux parties de 3 buts. en 1970 et en 1977.

## Vie personnelle
Marcotte est né à Arthabaska, une ville maintenant fusionnée avec la ville de Victoriaville. Il a été élevé dans la ville d’Asbestos. Son fils, Dan, a évolué dans la Ligue de hockey junior majeur du Québec.
Il est maintenant le gérant du Boston Madison Square Garden Club, un club privé dans le TD Garden, l'aréna des Bruins.

## Honneurs et trophées
- Ligue de hockey de l'Ontario
  - Coupe J.-Ross-Robertson en 1965
- Ligue canadienne de hockey
  - Coupe Memorial en 1965
- Ligue nationale de hockey
  - Coupe Stanley en 1970 et 1972

Une bannière honorant sa carrière dans la Ligue nationale de hockey est présente à l'aréna Connie-Dion d'Asbestos.